# Особняк Чаева
Особняк Ча́ева — историческое здание в центре Санкт-Петербурга, на Петроградской стороне. Построено в 1907 году по проекту архитектора Владимира Апышкова для инженера путей сообщения Сергея Николаевича Чаева. Является одним из самых выразительных образцов стиля модерн. Здание получило оригинальную планировку в виде трёх цилиндрических объёмов, пересечённых диагональю, и предвосхитило функционализм и авангард XX столетия. С 1935 года в здании работает стоматологическая поликлиника № 17.

## История

### Строительство и описание

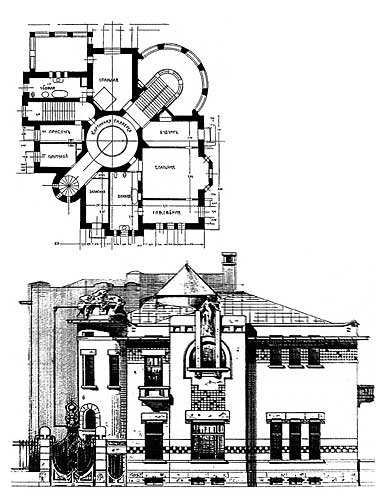
Планировка и первый проект фасада, арх. Апышков, 1906 г.

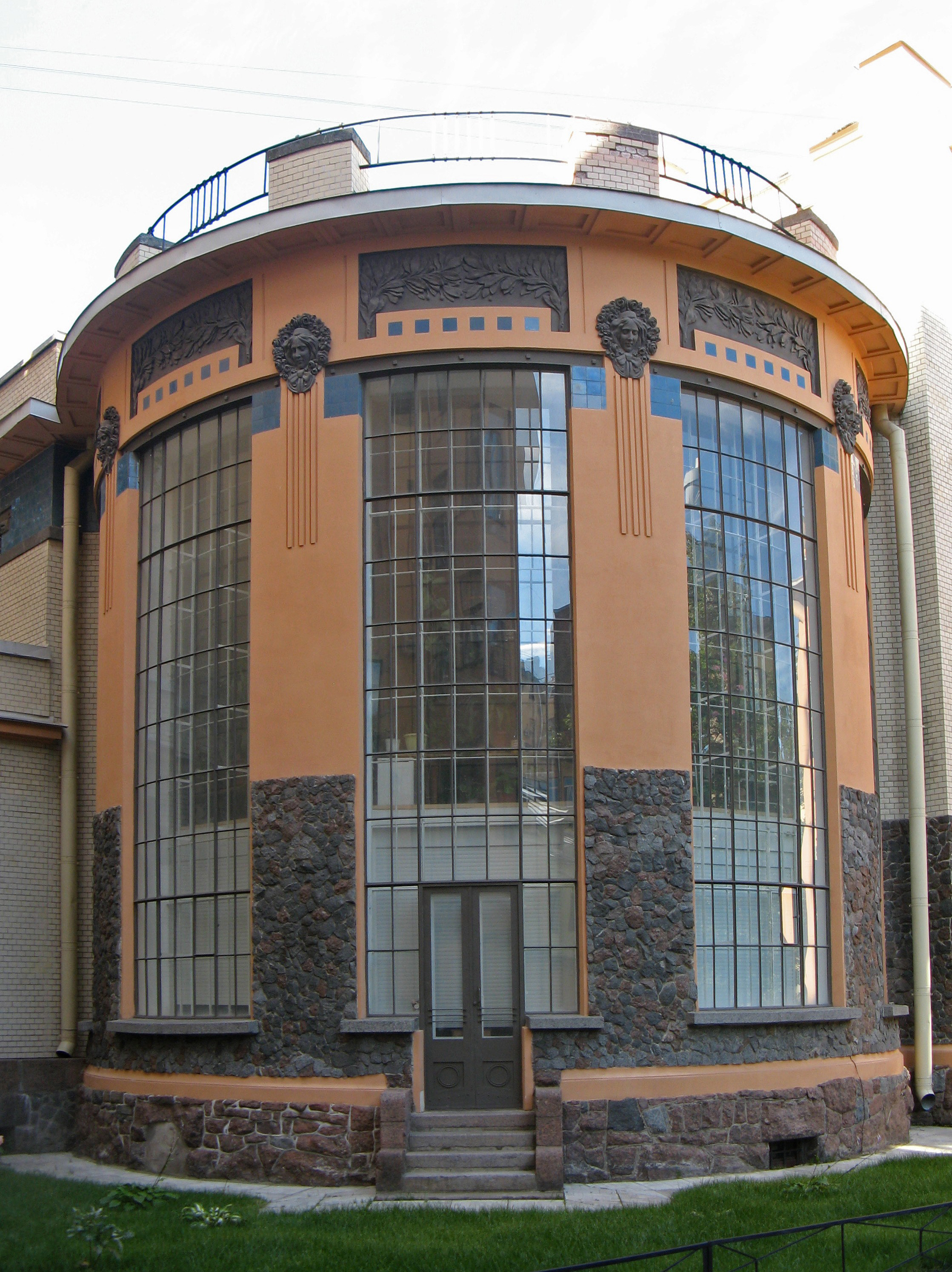
Зимний сад, 2015 г.

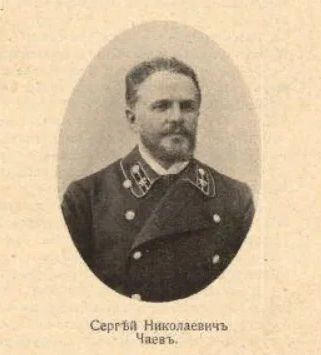
Сергей Николаевич Чаев

Участок под современным номером 9 по Лицейской улице в конце XIX века принадлежал Э. К. Кенигсбергу. У него в начале 1900-х гг. участок выкупил Сергей Николаевич Чаев — глава Товарищества борьбы с жилищной нуждой, участник строительства Транссибирской железной дороги. Чаев заказал у архитектора Владимира Апышкова каменный дом для себя и своей супруги. По мнению искусствоведа Бориса Кирикова, этот проект стал «первым важным произведением» зодчего и одним из наиболее выразительных образцов стиля модерн в Санкт-Петербурге. В 1905 году Апышков опубликовал программную статью «Рациональное в новейшей архитектуре», в котором предвосхитил функционализм XX века. Также в особняке Чаева прослеживаются некоторые приёмы, реализованные в особняке Кшесинской А. И. фон Гогеном.
В № 48 журнала «Зодчий» за 1908 год была опубликована статья о недавно достроенном особняке Чаева. Хотя автор текста не указан, предположительно, им являлся сам архитектор Апышков. В тексте объяснялись некоторые решения, принятые при проектировании дома. Например, заказчик отдельно просил «не делать тёмных или даже полутёмных коридоров», поэтому архитектор сформировал пространство в виде трёх цилиндрических объёмов, каждый из которых объединял в общую композицию несколько комнат. Воедино три объёма «связывает» диагональная ось. Первый цилиндр включает в себя входной тамбур и лестницу, второй — трёхъярусный центральный холл со световым фонарём, на втором этаже которого была кольцевая картинная галерея. В третьем «цилиндре» находятся парадная лестница и зимний сад с перекрытием-конхой. Стены фасада облицованы блоками из пютерлакского и сердобольского гранита, выложены светлым кирпичом, фризы и окна подчёркнуты тёмно-голубой керамической плиткой. Над полукруглым окном второго этажа находилась женская скульптура, входную группу украшает барельеф со «Всадниками» Парфенона, а торцевую стену — рельефное панно «Несс и Деянира». Фриз зимнего сада оформлен лепными венками и растительными узорами.
Оформление комнат эклектично: спальню выдержали в стиле ампир и обставили мебелью из красного дерева с позолоченными бронзовыми деталями. Белый будуар и красная гостиная были решены в стиле Людовика XVI. Подобное решение также было продиктовано пожеланием заказчика: Апышкову пришлось разместить уже имевшуюся у Чаева мебель и вписать её в новые интерьеры. Столовую на первом этаже декорировали дубовыми панелями и рельефами с охотничьими сюжетами. Рядом располагались кабинет, бильярдная и гостиная, оформленные сдержанно — с простыми карнизами и гладкой штукатуркой стен. Над мраморной парадной лестницей, ведущей к зимнему саду, установлены женские маски в стиле венского сецессиона. Перила были окрашены золотой эмалевой краской и имели специальные крепления для цветочных горшков. Площадка под лестницей в зимнем саду оформлена в виде беседки, на втором и третьем уровнях расположены балконы. Благодаря продуманной системе вытяжной вентиляции тёплый и влажный воздух из зимнего сада не попадал в основной холл даже при том.
После 1910-х особняк сменил несколько владельцев. В 1911 году Чаев продал дом дворянину Павлу Летуновскому, почётному попечителю Царскосельского училища и крупному предпринимателю. В 1912 году здание выкупил миллионер Николай Васильевич Соловьёв. При нём в здании разместилась редакция журнала «Русский библиофил». В 1914 году по проекту Фёдора Лидваля дворовую открытую террасу перестроили в двухэтажный флигель. Уже в 1915 году, после кончины Соловьёва, его вдова Вера Трефилова продала особняк французскому подданному Морису Эмильевичу Верстрату, председателю правления Русско-Китайского банка. Перед продажей Трефилова заказала съёмку интерьеров дома, благодаря которой сохранились сведения об оригинальной отделке. В 1916 году Верстрат пригласил архитектора Мирона Ильича Рославлева расширить особняк — тогда добавили ещё одну пристройку с западной стороны. В 1899 году, ещё при Кенигсберге во дворе были возведены каменные службы по проекту гражданского инженера А. А. Гимпеля — в 1916 году их расширением и надстройкой также руководил Рославлев.

### После революции
В 1919 году в здании открыли Пункт охраны материнства и младенчества, а в 1935-м особняк отдали стоматологической поликлинике. В период приспособления под медицинские учреждения была утрачена практически вся декоративная отделка интерьеров. Во время Второй мировой войны пострадали фасады, была сбита женская скульптура. Поликлиника продолжала работать даже в годы блокады.

### Современность
К началу 2000-х годов особняк находился в аварийном состоянии. В 2006—2013 годах в особняке прошёл ремонт, во время которого была отреставрирована ротонда зимнего сада. Во время работ над чердачными перекрытиями была обнаружена скульптурная головка — часть фасадной фигуры, разбитой в годы Второй мировой войны. По состоянию на 2024 год в здании продолжает работать стоматологическая поликлиника № 17.